# Jon Newsome
Jonathan „Jon“ Newsome (* 6. September 1970 in Sheffield) ist ein ehemaliger englischer Fußballspieler. Der Innenverteidiger, der gelegentlich auch auf den Außenpositionen eingesetzt wurde, galt als eines der hoffnungsvollsten Talente im englischen Fußball. Gerade einmal 20-jährig gewann er mit Leeds United die englische Meisterschaft, bevor ihn später Verletzungen stets an einer dauerhaft positiven Entwicklung hinderten. Diese sorgten für ein frühzeitiges Karriereende im Alter von nur 29 Jahren.

## Sportlicher Werdegang
Newsome entstammt der Jugendakademie seines Heimatklubs Sheffield Wednesday und auch die Profikarriere startete vielversprechend, als er kurz nach seinem 19. Geburtstag gegen den FC Arsenal in der höchsten englischen Spielklasse debütierte. Nach der ersten Einwechslung gegen die „Gunners“ folgten sechs weitere Ligaauftritte in der Startelf, worauf jedoch eine Saison 1990/91 ohne Einsatz in der A-Mannschaft folgte. Daher überraschte es ein wenig, als er plötzlich gemeinsam mit seinem Mannschaftskameraden David Wetherall für insgesamt 275.000 Pfund zum aufstrebenden Ligakonkurrenten Leeds United wechselte. Hintergrund war, dass in Leeds mit Howard Wilkinson ein ehemaliger Trainer von Sheffield Wednesday hauptverantwortlich war, der beide Innenverteidiger-Talente genau kannte und sie als Perspektivspieler verpflichtete.
Im Verlauf der Meistersaison 1991/92 spielte sich Newsome dann vor allem in der entscheidenden Phase in die Mannschaft und errang mit zehn Ligaeinsätzen eine offizielle Meistermedaille. Dabei schoss er ein Tor zum 3:2-Sieg gegen Sheffield United, den Lokalrivalen seines Ex-Klubs, der wiederum den Ligatitel sicherstellte. Zwei weitere Jahre stand Newsome in Diensten des Klubs, bevor er nach weiteren 66 Ligaauftritten im Juni 1994 an Norwich City weiterverkauft wurde. Bei den „Kanarienvögeln“ unterzeichnete er einen Dreijahresvertrag und die Ablösesumme von einer Million Pfund bedeutete letztlich einen stattlichen Profit angesichts der ursprünglichen Kaufsumme – zudem war sie für Norwich die bis dato höchste Transfersumme für einen Neueinkauf.
Schnell fand sich Newsome in neuer Umgebung zurecht. Er überzeugte nicht nur durch seine harte, aber faire Zweikampfführung in der Innenverteidigung, sondern stellte auch auf den Außenpositionen eine nicht selten genutzte Alternative dar. Ausdruck seines hohen Stellenwerts war die direkte Übertragung des Kapitänsamts und die Auszeichnung zum vereinsinternen Spieler des Jahres nach der Debütsaison 1994/95, die aber unglücklicherweise mit dem Abstieg in die Zweitklassigkeit endete. Mit zwei Toren zu Saisonbeginn beim 3:1-Auftakterfolg gegen Luton Town zeigte er sich im ausgerufenen Kampf um den Wiederaufstieg kämpferisch, aber nach zahlreichen Spekulationen über eine mögliche Rückkehr Newsomes in die Premier League ging er im März 1996 für 1,6 Millionen Pfund zu Sheffield Wednesday zurück, das wiederum in der höchsten Spielklasse um den Klassenerhalt kämpfte.
An der Seite von Des Walker gab er der zuvor etwas wackligen Defensive mehr Stabilität und sorgte mit dafür, dass der Absturz in die zweite Liga vermieden werden konnte. Stetige Verletzungsprobleme plagten ihn in der anschließenden Saison 1996/97 und eine schwere Knöchelverletzung aus dem FA-Cup-Viertelfinale gegen den FC Wimbledon (0:2) sorgte für das vorzeitige Aus in dieser Spielzeit. Insgesamt schienen sich damit seine sportlichen Perspektiven im Kampf mit dem Serben Dejan Stefanović um den Platz in der Innenverteidigung neben Des Walker zu verschlechtern. Dennoch kämpfte er sich im anschließenden Jahr wieder in die Stammformation zurück, absolvierte 29 Pflichtspiele, als eine Knieverletzung erneut das vorzeigte Saisonaus in Bezug auf die letzten acht Partien bedeutete. Damit geriet er gegenüber der neuen zentralen Abwehrformation mit Walker und Emerson Thome ins Hintertreffen und sein Klub lieh ihn ab Mitte November 1998 bis zum Jahresende an den Zweitligisten Bolton Wanderers aus. Dort wurde anschließend eine dauerhafte Verpflichtung thematisiert, konnte aber nicht realisiert werden. Stattdessen blieb er weiter Teil des Kaders von Sheffield Wednesday. Die Probleme des verletzungsanfälligen Newsome verschärften sich jedoch in der Folgezeit derart, dass ihn die Vereinsführung im Mai 1999 offiziell über die Transferliste möglichen Interessenten anbot, dabei aber eine Ablösesumme von 1,5 Millionen Pfund anstrebte. Ein derart gewünschtes Geschäft kam nicht zustande und so zog nahezu ein gesamtes Jahr ins Land, in dem Newsome noch einige, wenige Partien bestritt und dann im Mai 2000 im Alter von 29 Jahren seinen Rücktritt vom aktiven Sport verkündete.

## Nach der aktiven Karriere
Im Anschluss an seine Spielerlaufbahn arbeitete Newsome als Trainer für die Jugendakademie von Sheffield Wednesday; später engagierte er sich ebenso im Nachwuchsbereich für Grimsby Town. Im April 2002 übernahm er beim Southern-League-Klub Gresley Rovers das Cheftraineramt und half dabei auch einige Male als Spieler aus. Die Tätigkeit dauerte bis Juni 2003 an, bevor er sie aus familiären Gründen beendete.

## Titel/Auszeichnungen
- Englische Meisterschaft (1): 1992
- Charity Shield (1): 1992